# Љушчица
Љушчица (лат. silicula) у ботаници је посебан тип чахуре који се јавља код породице крсташица (Brassicaceae). Као и љуска, настаје из једнооког плодника кога чине два оплодна листића. У току образовања семених заметака настаје преграда (tin или replum) која накнадно дели унутрашњост плодника на два окца, па зато касније чахура пуца по четири уздужне бразде и одвајају се два капка. На дршци ће се задржати преграда са семенима.
За разлику од љуске, љушчица има готово исту дужину - као и ширину.

## Примери
Љушчицу имају хоћу-нећу, кравља трава и ланак.